# Pasagaun
Pasagaun (en népalais : पसगाउँ) est un comité de développement villageois du Népal situé dans le district de Lamjung. Au recensement de 2011, il comptait 1 694 habitants.